# Beatz Volume 1
Albums de Large Professor
1st Class
(2002) Beatz Volume 2
(2007)
Beatz Volume 1 est le troisième album studio de Large Professor, sorti le 27 juin 2006. 

## Liste des titres
| No  | Titre               | Contient un (des) sample(s) de                                           | Durée |
| --- | ------------------- | ------------------------------------------------------------------------ | ----- |
| 1.  | Wins Tonz           | Birds of a Feather des Winstons                                          | 2:20  |
| 2.  | Open                |                                                                          | 3:26  |
| 3.  | The Skip d Dip      |                                                                          | 2:51  |
| 4.  | Pun Tres Leches     |                                                                          | 4:31  |
| 5.  | Heyyyy Mannnn!      |                                                                          | 3:31  |
| 6.  | Flushing Queens Day | Funky Man de Kool & The Gang Highway Skies de Sassafras Sing Sing de Gaz | 2:56  |
| 7.  | 7 Train P           |                                                                          | 3:46  |
| 8.  | Tribe Called Quest  |                                                                          | 2:49  |
| 9.  | Wit the Disco Strut |                                                                          | 3:04  |
| 10. | Out All Night       | Let Me Start Tonight de Lamont Dozier                                    | 3:26  |
| 11. | Dream Child         |                                                                          | 1:30  |
| 12. | Love Wit U          | The Fez de Steely Dan Give Your Love to Me de Sun                        | 2:46  |
| 13. | Still Hangin' Out   |                                                                          | 3:05  |
| 14. | Secret Agent        |                                                                          | 4:42  |
| 15. | The Break           | How Is It (We Are Here) des Moody Blues                                  | 3:00  |
| 16. | Good Guy Bad Guy    |                                                                          | 3:47  |
| 17. | Beginning           |                                                                          | 3:22  |
| 18. | After School        |                                                                          | 3:21  |